# St. Remigius (Oberweis)

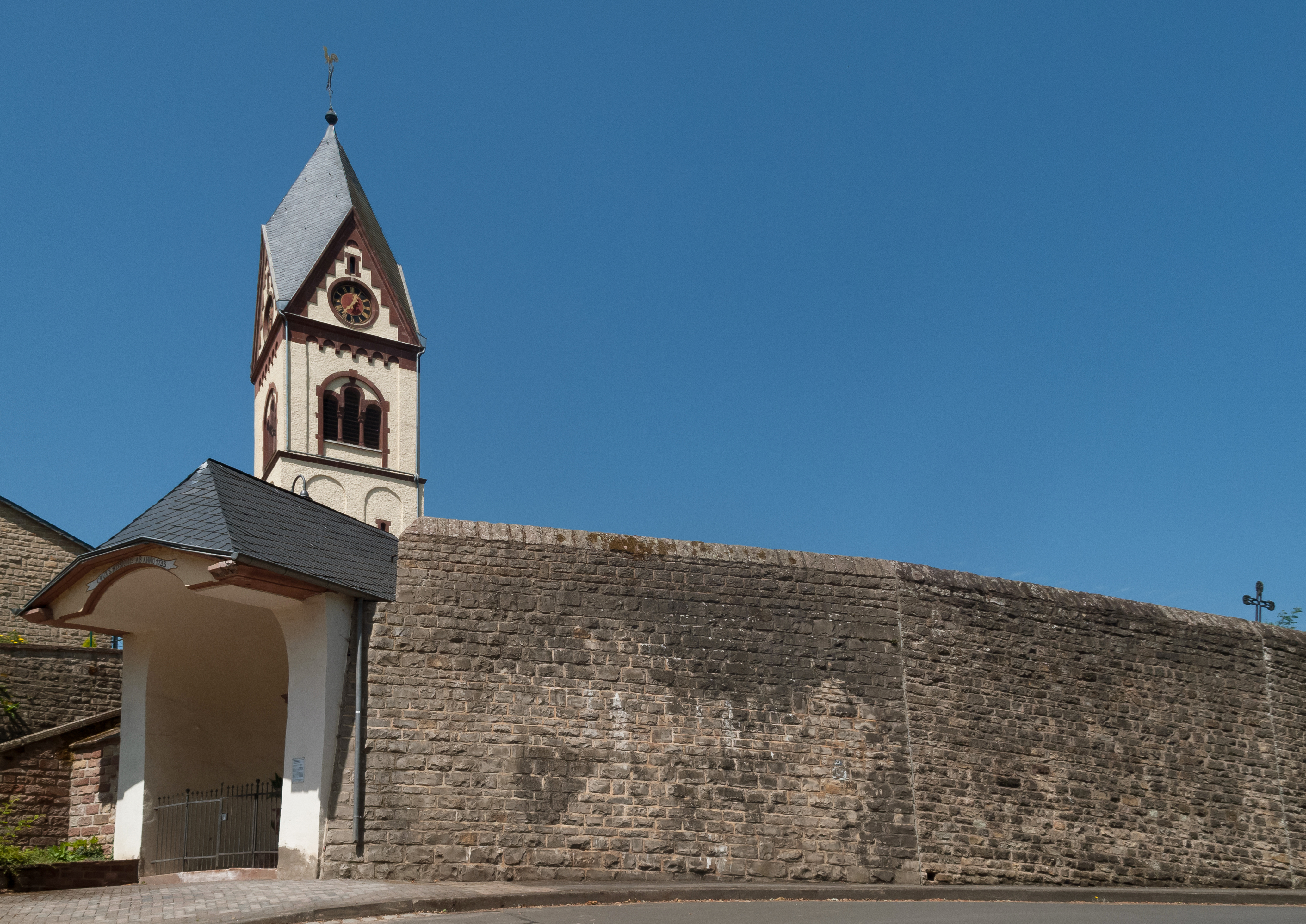
Oberweis, Kirchturm der katholischen Pfarrkirche Sankt Remigius

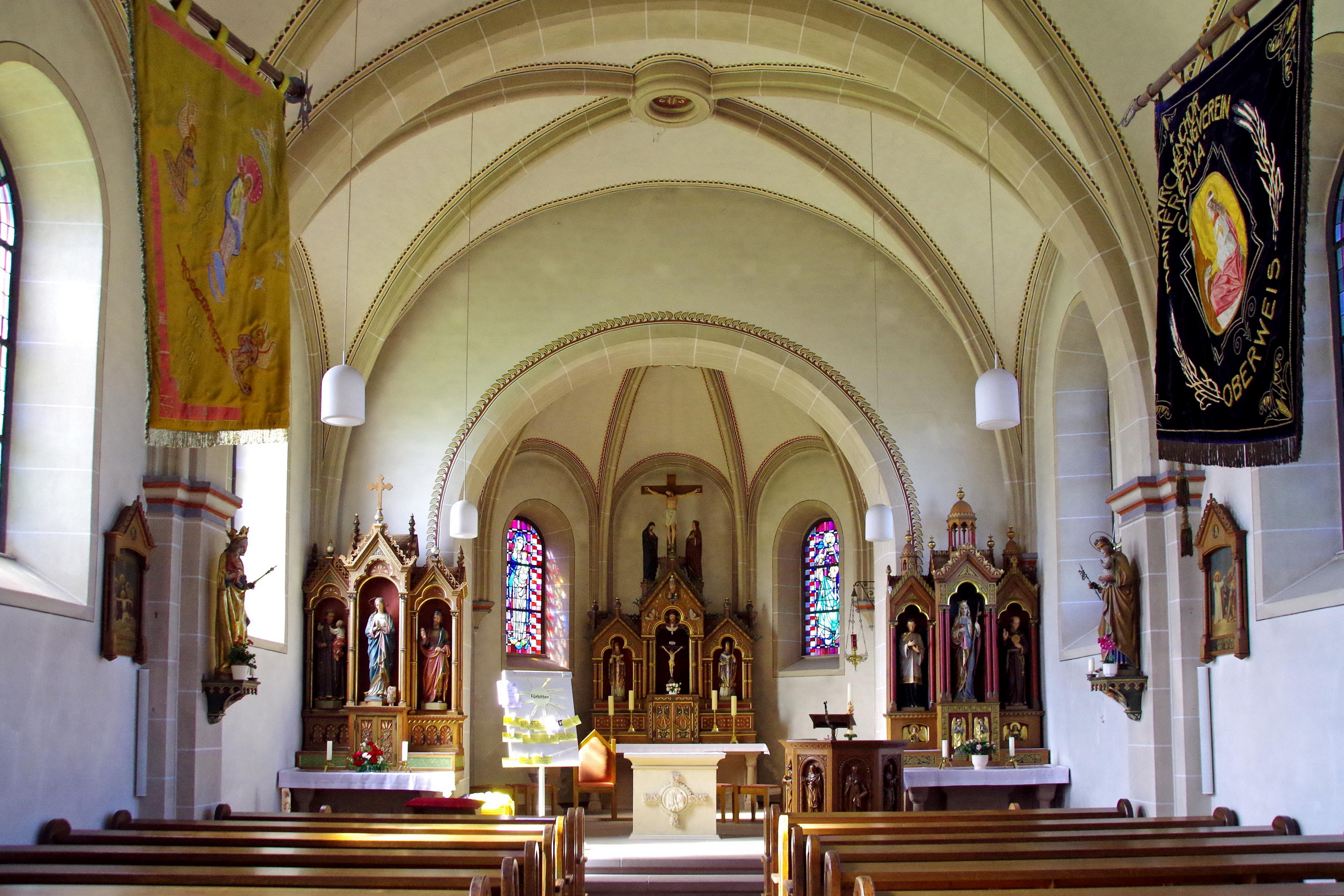
St. Remigius, Innenraum

St. Remigius ist die römisch-katholische Pfarrkirche der Ortsgemeinde Oberweis im Eifelkreis Bitburg-Prüm in Rheinland-Pfalz. 

## Geschichte
Eine Kirche in Oberweis wurde das erste Mal im Jahr 1330 urkundlich erwähnt. Den Zehnten besaßen zunächst die Grafen von Manderscheid und ab Mitte des 17. Jahrhunderts bis zur Säkularisation die Grafen von Kayll. Diese besaßen auch das Patronatsrecht.
In den Jahren 1897 und 1898 wurde anstelle der alten Kirche aus dem 13. und 14. Jahrhundert eine vierjochige neuromanische Saalkirche mit vorgebautem Glockenturm und dreiseitig geschlossenem Chor errichtet. Die Pläne dazu lieferte der Düsseldorfer Architekt Josef Kleesattel. Als Vorbild dienten ihm die spätromanischen Kirchen des Rheinlandes. In den Jahren 1990 und 1991 wurde das Innere des Gotteshauses renoviert.

## Ausstattung
In der Kirche hat sich noch die komplette Ausstattung aus der Erbauungszeit erhalten. Besonders erwähnenswert sind davon der neuromanische Hochaltar mit den dazugehörigen Nebenaltären, der Beichtstuhl und der Kreuzweg. Des Weiteren befinden sich noch ein Taufbecken und ein Relief aus dem 17. Jahrhundert im Innenraum. Beides wurde aus der alten Kirche übernommen.

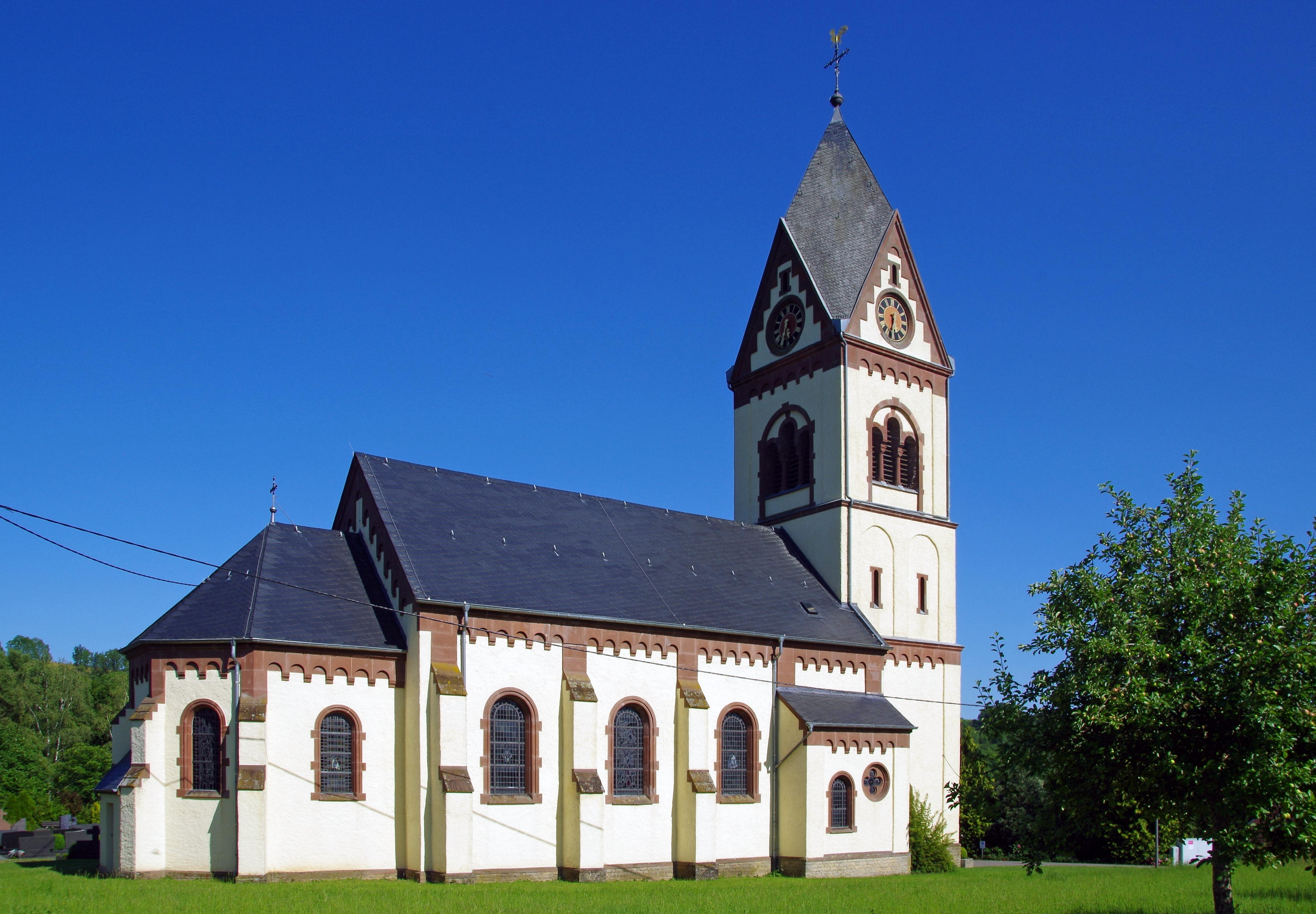
St. Remigius, Westseite
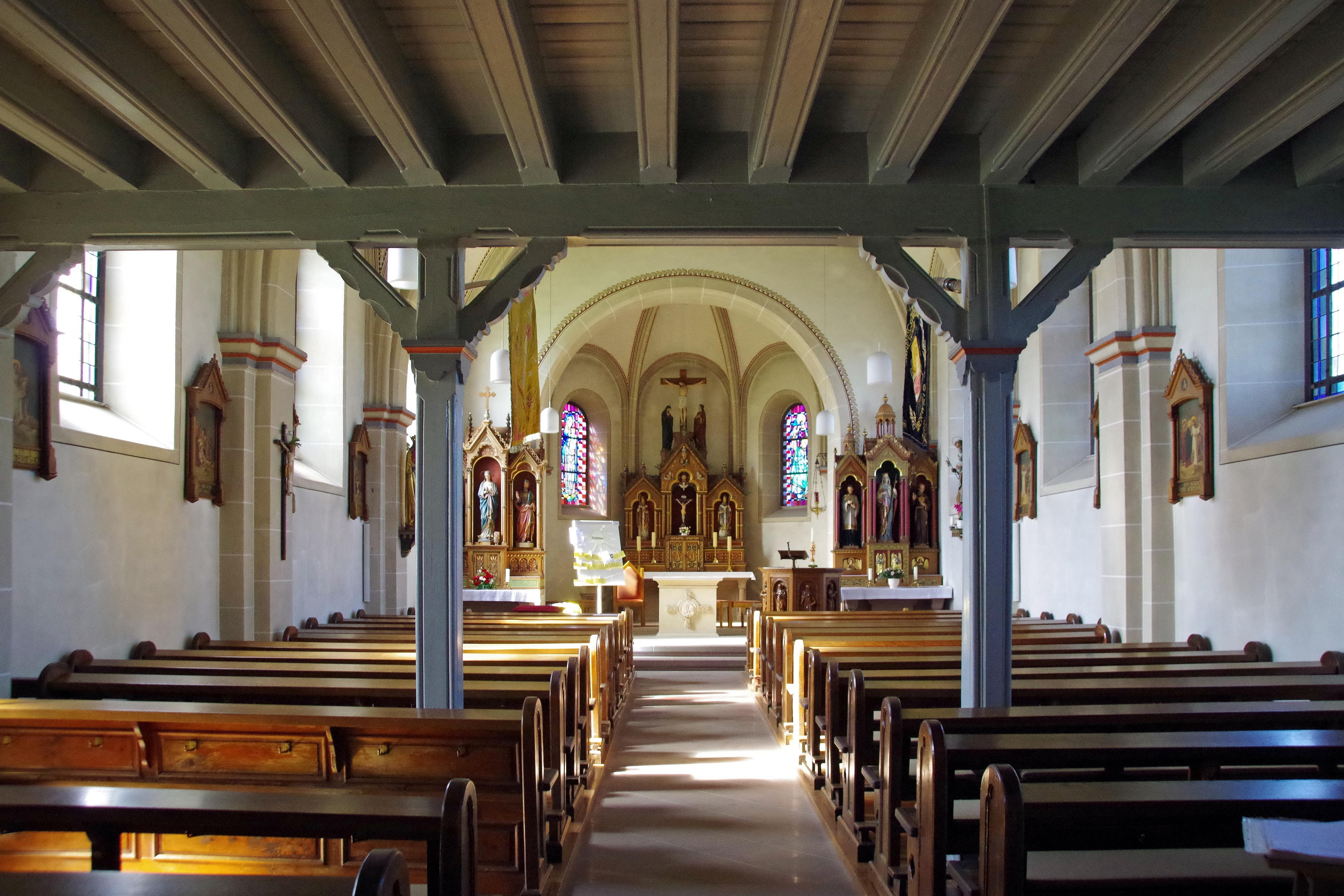
Kirchenschiff
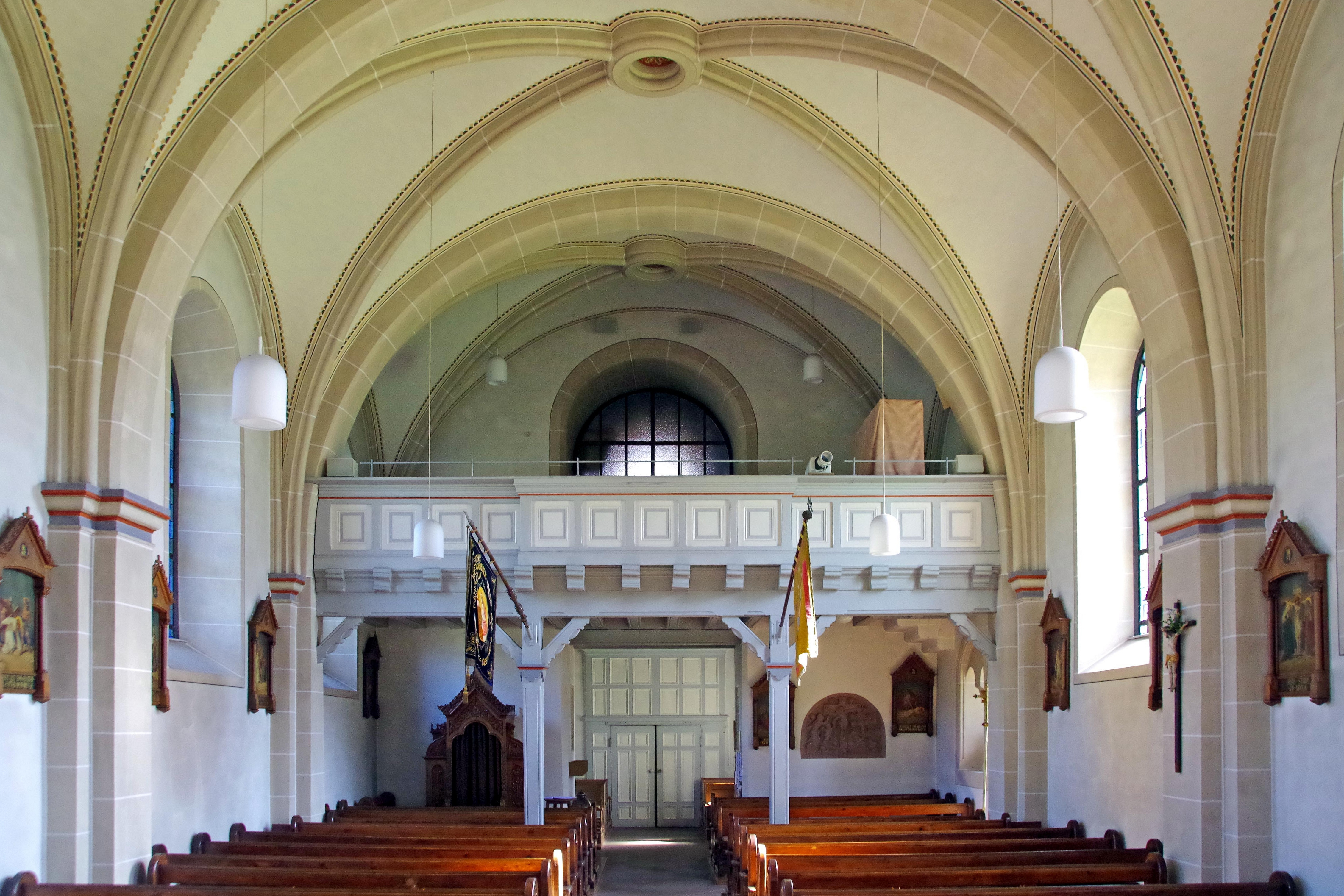
Kirchenraum mit Empore
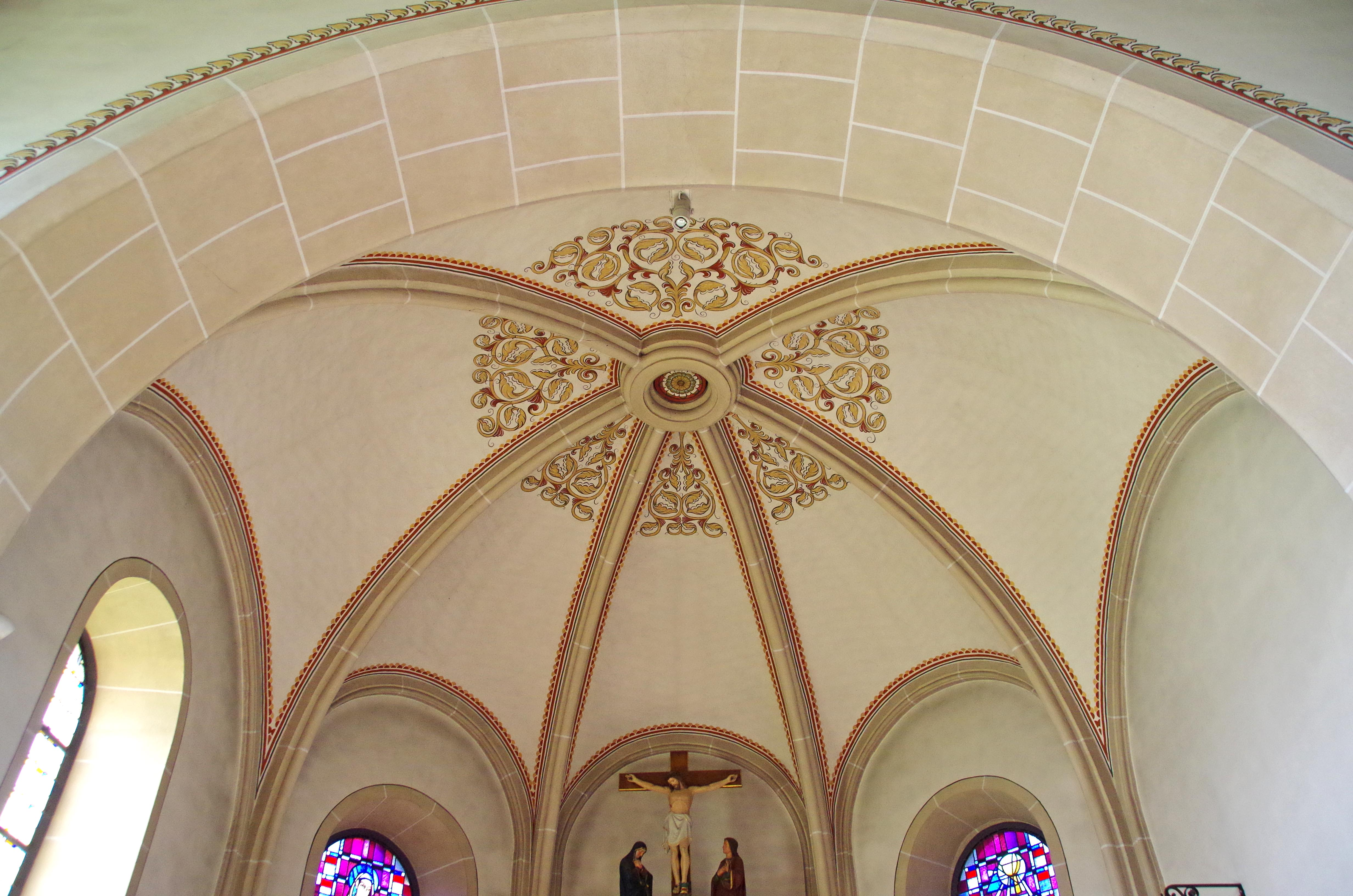
Chorgewölbe
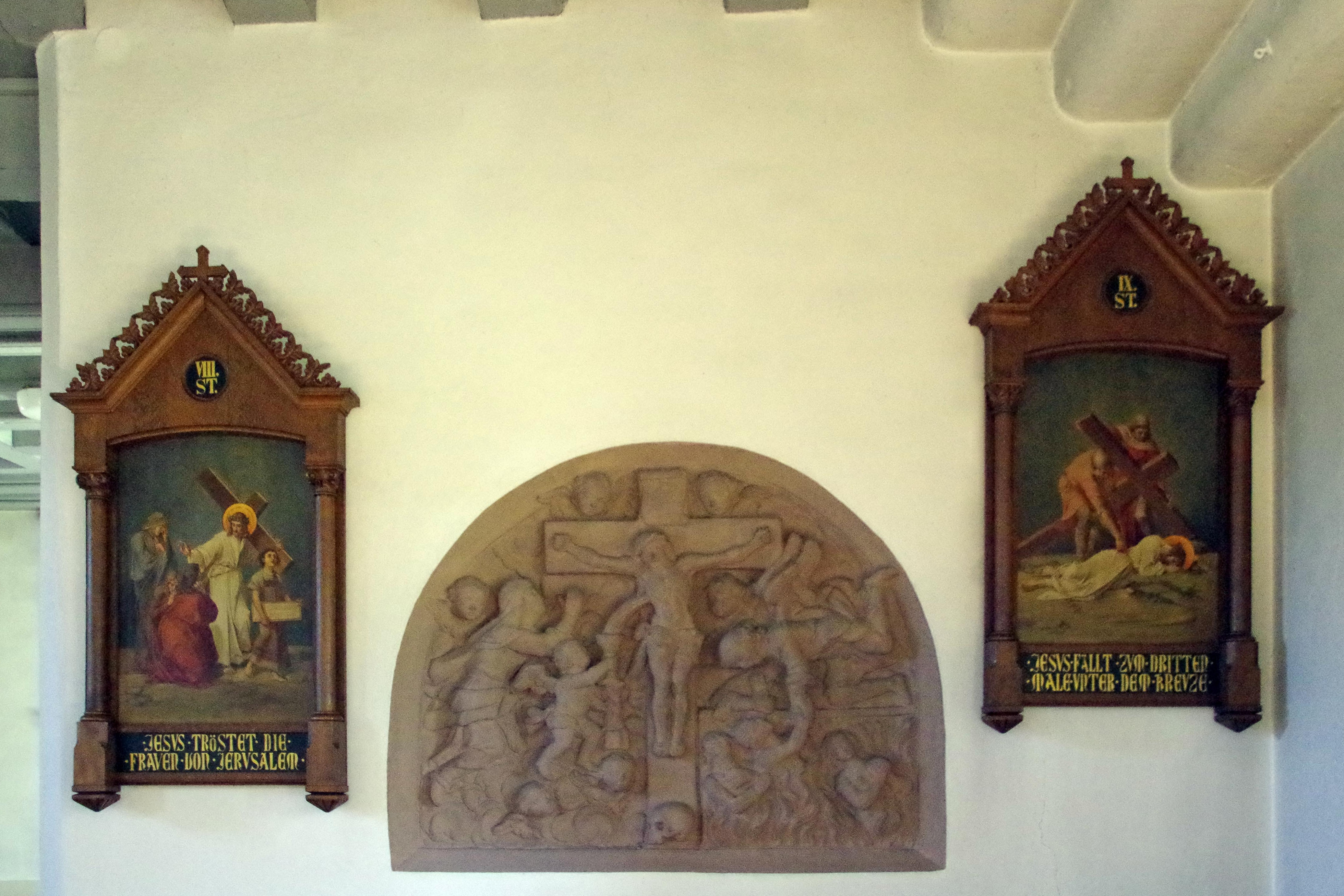
Kreuzweg, Relief